# Forêt nationale de Pau-Rosa
La forêt nationale de Pau-Rosa (portugais : Floresta Nacional de Pau-Rosa) est une forêt nationale brésilienne. Elle se situe dans la région Nord, dans l'État de l'Amazonas.
Le parc fut créé en 2001 et couvre une superficie de 827 877 hectares.
Il s'étend sur le territoire de la municipalité de Maués.